# 間日瘧原蟲
間日瘧原蟲（學名：Plasmodium vivax），是一種瘧原蟲，可引發間日瘧。它引發的症狀雖不如惡性瘧原蟲那麼劇烈，但也會導致感染者死亡，直接死因一般是脾肿大。它僅由雌性瘧蚊攜帶。每次發作間隔時間為48小時，與卵形瘧相同。

## 外部連結
- Malaria Atlas Project